# Duke Snider
Edwin Donald "Duke" Snider (19 de septiembre de 1926-27 de febrero de 2011), apodado "el zorro plateado" y "El Duque de Flatbush" y " El Duque de la Destrucción", fue un beisbolista estadounidense que juega en la posición del Outfield en las Grandes Ligas de Béisbol, 
Snider iució en N° 4 en el equipo Dodgers de Brooklyn. Fue un recio bateador izquierdo sobre todo cuando jugaba en el Ebbets Field, igualmente hizo grandes atrapadas en ese templo de Baseball, hogar de los Dodgers de Brooklyn. Si bien en sus dos primeros años no mostró su verdadera calidad del jugador, en la temporada de 1949, despertó y mostró su verdadera cualidad como pelotero de Grandes Ligas, la cual mantendría hasta su retiro. Es miembro del Salón de la Fama del Béisbol, Snider jugaba por Brooklyn, Los Ángeles (cuando los Dodgers se mudaron a esa Ciudad), Nueva York y San Francisco entre 1947 y 1964. Aparece en el libro famoso de Roger Kahn, The Boys of the 
Summer.
Duke Snider se convirtió en el mejor beisbolista tan ícono de los Dodgers junto con otros beisbolistas de esa época, sobre todo en ese mítico equipo de 1955, cuando ganaron al serie profesional mundial de béisbol.
- Datos: Q1204653
- Multimedia: Duke Snider / Q1204653